# Lily Williams (peintre)
Pour les articles homonymes, voir Lily Williams, Williams et Forrester.
Lily Williams, née Elisabeth Joséphine Williams à Rathmines (Dublin) le 20 octobre 1874 et morte à Ranelagh le 16 janvier 1940, est une artiste peintre irlandaise.
Membre de la Royal Hibernian Academy (ARHA), elle est une portraitiste également connue pour avoir dessiné des timbres-poste irlandais,.

## Biographie

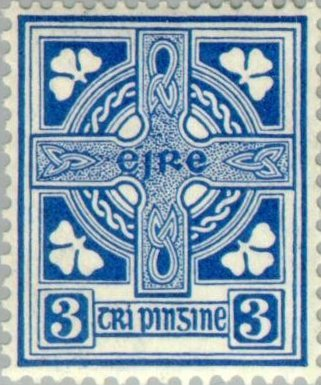
Timbre irlandais 3d Croix de Cong dessiné par Williams.

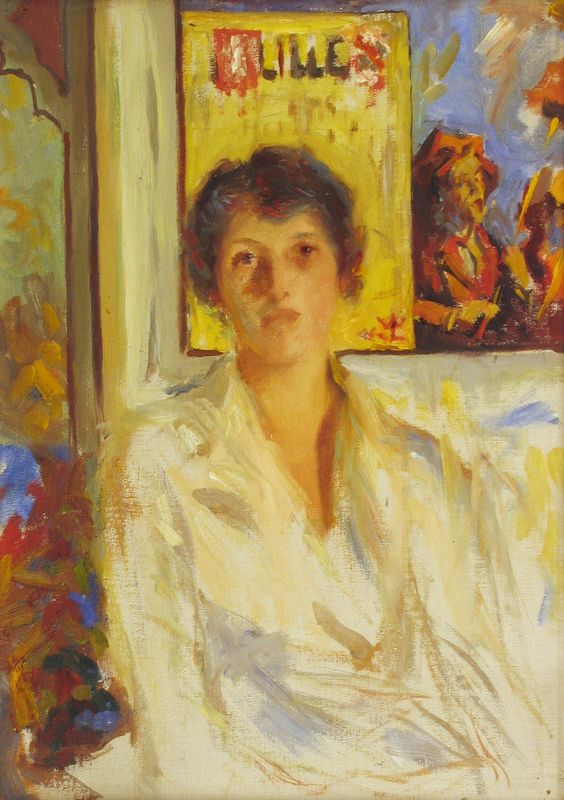
Moyra, Dublin, Hugh Lane Municipal Gallery.

Lily Williams est née à Rathmines, Dublin le 20 octobre 1874. Elle étudie d'abord avec Marie Manning, puis s'inscrit à la Dublin Metropolitan School of Art. Elle étudie aux côtés d'Estella Solomons et de Cissie Beckett. Elle est membre du Dublin Sketching Club. Elle expose à la Royal Hibernian Academy (RHA) chaque année entre 1904 à 1939. Elle devient membre de la RHA en 1929,.
Williams est républicaine et partisane du Sinn Féin. Cela l'a amené à rompre avec sa famille protestante et unioniste après l'insurrection de Pâques en 1916. Certaines de ses meilleures toiles célèbrent des thèmes nationalistes ou sont des portraits de figures relatives à l'indépendance de l'Irlande. Elle a conçu le timbre de l'État libre d'Irlande représentant la Croix de Cong en 1922, un dessin utilisé jusqu'en 1968.
Williams meurt à son domicile le 16 janvier 1940, à Ranelagh (Dublin). La Hugh Lane Gallery conserve un portrait à l'huile qu'elle a fait de Arthur Griffith. Williams a été présentée lors l'exposition de 2014, les Irish Women artists: 1870 - 1970. Ses archives sont conservées à la Bibliothèque nationale d'Irlande.

## Œuvres
- Portrait du Dr Kathleen Lynn, Royal College of Surgeons in Ireland[10].
- Hibernia, 1907[11].